# Main-Radweg
Der Main-Radweg ist ein etwa 600 Kilometer langer Radfernweg in Bayern und Hessen. Er beginnt an der Quelle des Weißen Mains am Ochsenkopf bei Bischofsgrün und bei der Quelle des Roten Mains in Creußen. Nach jeweils etwa 50 km vereinigen sich die beiden Quellarme bei Kulmbach zum Main. Der Main-Radweg führt von dort weiter über Bamberg, Schweinfurt, Würzburg, Aschaffenburg, Hanau, Offenbach und Frankfurt bis zum Rhein in Mainz-Kastel, das gegenüber dem Zentrum von Mainz liegt.
So verläuft der Main-Radweg durch die fränkischen Urlaubsgebiete Fichtelgebirge, Fränkische Schweiz, Frankenwald, Oberes Maintal-Coburger Land, Steigerwald, Haßberge, Fränkisches Weinland, Liebliches Taubertal, Spessart-Mainland sowie durch das Gebiet Hessischer Untermain.

## Wegequalität
Der Allgemeine Deutsche Fahrrad-Club (ADFC) zeichnete den Weg im Jahr 2008 als ersten deutschen Radfernweg mit fünf Sternen aus. 
Laut ADFC führen 90 % des Radwegs durch naturnahe und landschaftlich reizvolle Gebiete. 90 % sind asphaltiert und 77 % der Strecke sind breiter als 2,50 Meter. Ausgeschildert ist immer nur eine Uferseite, obwohl das Mainufer streckenweise beidseitig mit dem Rad befahrbar ist.
In der Nähe des Radweges gibt zahlreiche Bett + Bike-Unterkünfte und weitere fahrradfreundliche Gastgeber.

Ansichten des Main-Radweges
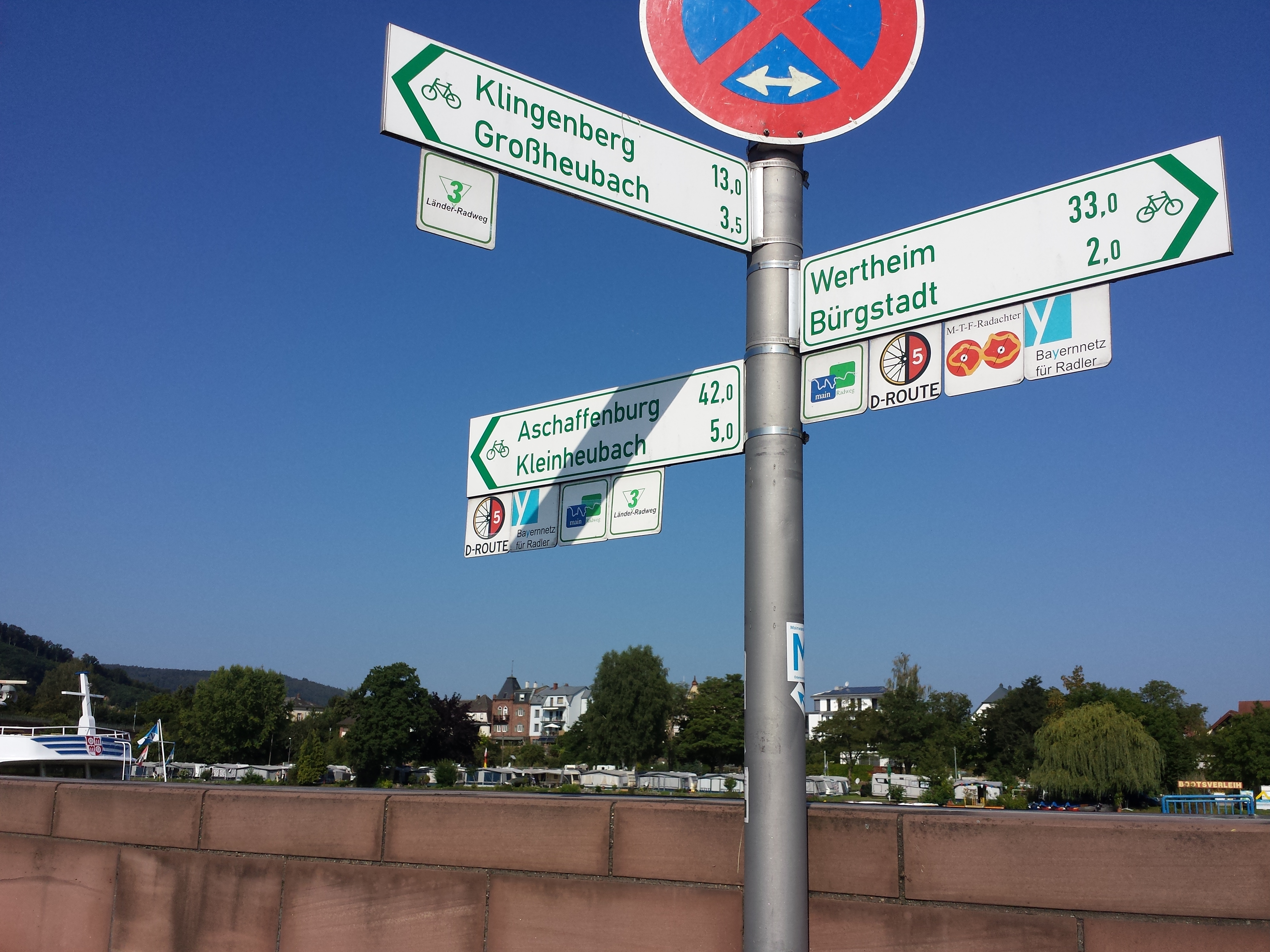
Hinweisschild an einer Radwegekreuzung in Miltenberg
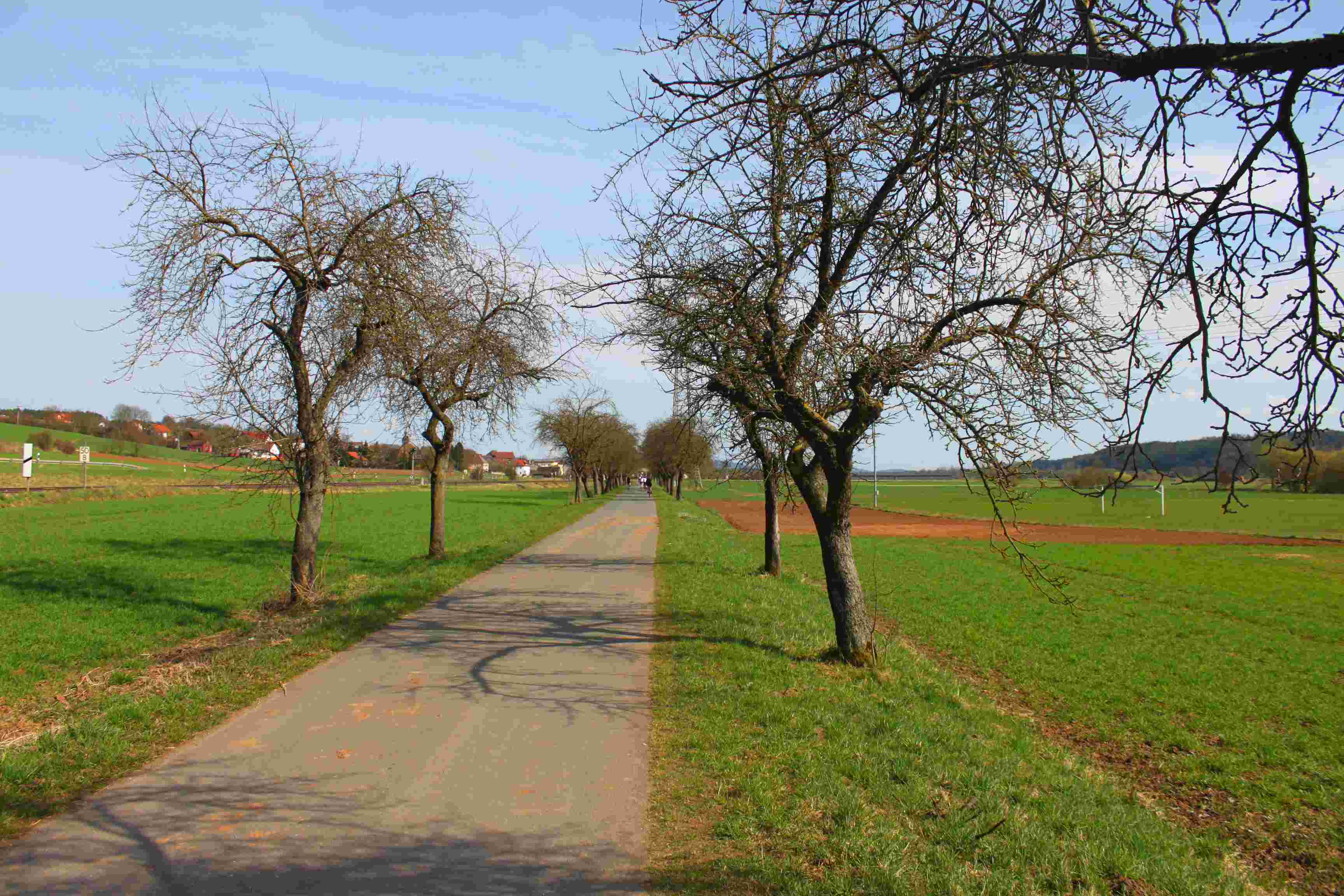
Der Main-Radweg durch eine Obstbaumallee bei Mainklein
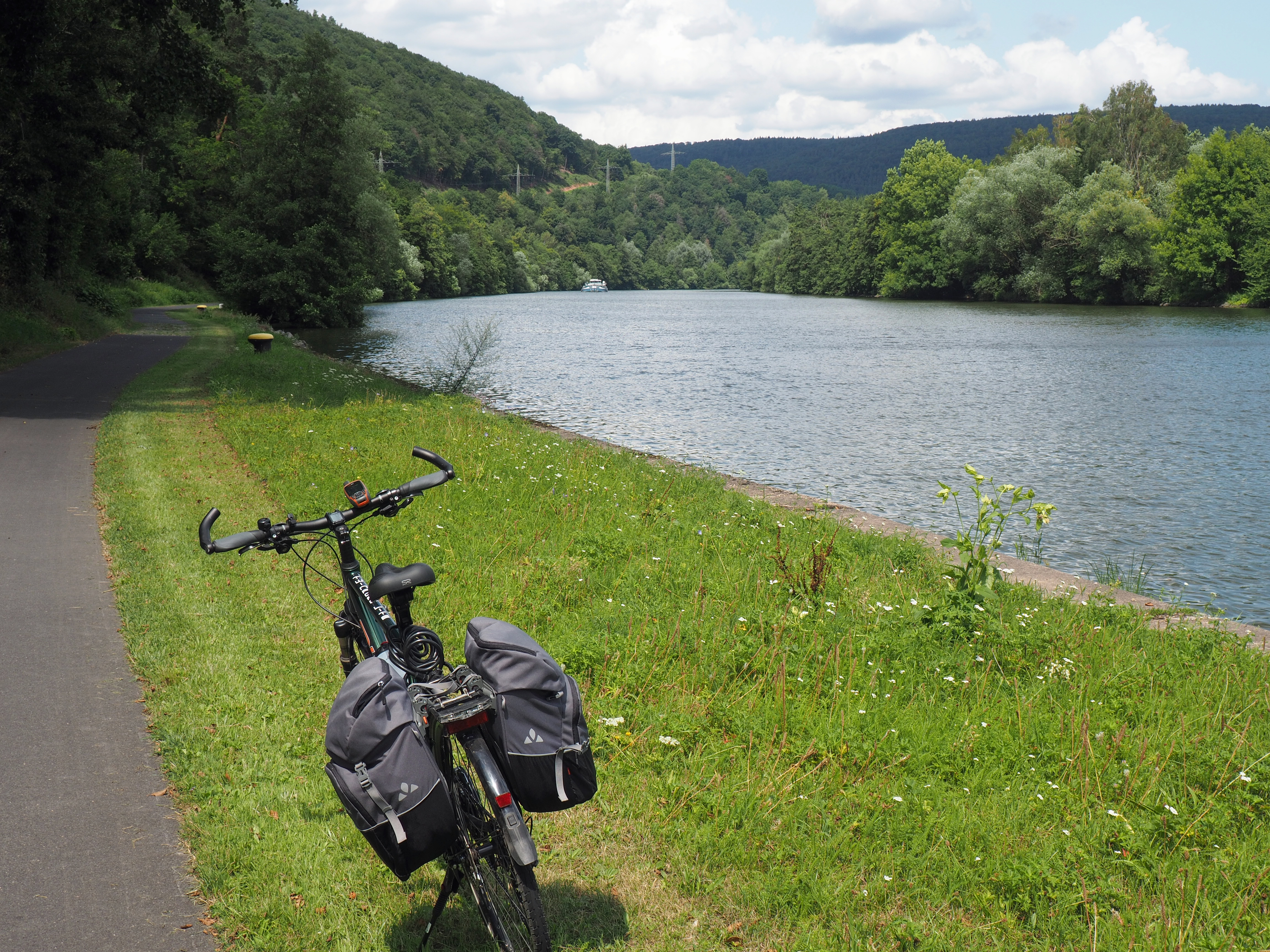
Der Main-Radweg bei Freudenberg

## Anschluss an andere Radfernwege und Radwanderwege
- Rheinradweg rechtsrheinisch zwischen Mainz-Kostheim und Mainz-Kastel (Stadtteile von Wiesbaden), gegenüber dem Zentrum von Mainz mit Blick auf den Mainzer Dom
- Hessischer Radfernweg R3 zwischen Mainmündung und Hanau, gleicher oder paralleler Verlauf
- Hessischer Radfernweg R4 in Maintal (Fähre Rumpenheim–Bischofsheim)
- Hessischer Radfernweg R6 in Mainz Kostheim (Mainbrücke), Stadtteil von Wiesbaden
- Hessischer Radfernweg R8 in Frankfurt-Höchst (Mainbrücke)
- Deutscher Limes-Radweg zwischen Großkrotzenburg und Miltenberg, gleicher oder paralleler Verlauf
- Kahltal-Spessart-Radwanderweg
- Main-Tauber-Fränkischer Rad-Achter
- Main-Werra-Radweg
- Taubertalradweg
- Wern-Radweg
- Saale-Radweg

## Auszeichnungen
Der Main-Radweg wurde 2008 vom Allgemeinen Deutschen Fahrrad-Club (ADFC) als erster Fahrradweg Deutschlands als Qualitätsroute mit fünf Sternen ausgezeichnet.